# Latin de cuisine
Ne doit pas être confondu avec macaronique.
 (mai 2019).
Si vous disposez d'ouvrages ou d'articles de référence ou si vous connaissez des sites web de qualité traitant du thème abordé ici, merci de compléter l'article en donnant les références utiles à sa vérifiabilité et en les liant à la section « Notes et références ».
Le latin de cuisine (en latin : latinitas culinaria) désigne la création de phrases ou de mots imitant le latin, ou l'utilisation d'une langue latine qui sort des usages et normes académiques et qui est bien souvent mélangée avec une langue vernaculaire. En ce sens, le « latin de cuisine » se présente sous deux genres, l'un en mauvaise part involontaire ou dû à l'ignorance, l'inexpérience ou la témérité, l'autre en bonne part volontaire, fréquemment produit en vue du jeu, de l'effet comique, de la farce ou de la facétie où l'on peut louer l'ingéniosité de l'auteur, également en vue d'induire en erreur. 
Le latin de cuisine est proche du macaronique, qui qualifie plus spécifiquement une langue inventée au XVe siècle en Italie, pour écrire des poésies.

## Exemples
La pièce Le Malade imaginaire de Molière se conclut sur une cérémonie d'intronisation à la faculté de médecine entièrement écrite en latin de cuisine :
« Praeses
Sçavantissimi doctores,
Medicinae professores,
Qui hic assemblati estis;
Et vos, altri messiores,
Sententiarum Facultatis
Fideles executores,
Chirurgiani et apothicari,
Atque tota compania aussi,
Salus, honor et argentum,
Atque bonum appetitum.
[...] »
Molière Le Malade imaginaire, 1673, acte II, troisième intermède.
Autre exemple tiré de l'interprétation de El ingenioso hidalgo don Quijote de la Mancha par Ignatio Calvo y Sánchez :
« Yam ultimatis ómnibus preparativis, noluit retardare realizacionem suae chifladurae; credens quod mundus enterus piabat per illum, ut desterraret agravia, enderezaret entuertos, corrigeret abusos, satisfáceret deudas et, in uno verbo, apretaret clavijas in tinglatum omnis societatis. Et ita, sine dícere ista boca est mea, et procurando quod nec vidisset eum una rata, quaedam mañana mensis julii, quando adhuc non videbatur in claro, aparejavit Rocinantem, vestivit trajem batallarum, aperuit portam falsam corralis, dedit tímido et silencioso brinco in caballo et exit in campum repletum alborozi, videns cum cuanta bona sombra incipiebat realizare desiderium tanto témpore clavatum in mollera. Posquam fecit dare Rocinanti unum trotecitum, quedavit paratum, considerans quod non erat caballerus armatus; propter quod non poteba (sine quebrantamento legum Caballeriae) fácere arrnas cum áltero caballero, et hoc fecit titubeare, et paucum faltavit ut volveret grupas; sed recordando quod álteri caballeri fecerunt, id est: ut dedisset illis legáliter armas, primus qui toparunt in camino, satisfecit se cum isto remedio, et se proponens pónere in práctica in prima occasione, arreavit jacum et caepit caminare in alis suae locurae. »
Historia domini Quijoti Manchegui Traducta in latinem macarronicum per Ignatium Calvum cura misae et ollae, 1905, chapitre deuxième.
Autres exemples mélangé d'anglais :
D'un écolier, vers de mirliton, qui, bien que de très mauvais latin, aurait fait un travail acceptable s'il avait renforcé les rythmes des hexamètres latins :
Patres conscripti took a boat and went to Philippi
Boatum est upsettum, magno cum grandine venti.
Omnes drownderunt qui swim away non potuerunt.
Trumpeter unus erat, qui coatum scarlet habebat
Et magnum periwig, tied about with the tail of a dead pig..
Le mètre utilise des quantités vocaliques latines pour les parties latines, et dans une certaine mesure suit l'accentuation de l'anglais en celles en cette langue.
Une autre variante similaire dans un autre ordre :
Stormum surgebat et boatum oversetebat
Excipe John Periwig tied up to the tail of a dead pig.
D'autres vers de la même veine, suivant une prononciation d'anglophone :
Caesar ad sum iam forte
Brutus et erat
Caesar sic in omnibus
Brutus sic in at
dont les traductions approximatives anglaise et française donnent :
Caesar had some jam for tea (César prit de la confiture pour le thé)
Brutus ate a rat (Brutus mangea un rat)
Caesar [was] sick in [the] omnibus (César [fut] malade dans [le] bus)
Brutus [was] sick in [his] hat (Brutus [fut] malade dans [son] chapeau)